# Limnophila mira
Limnophila mira là một loài ruồi trong họ Limoniidae. Chúng phân bố ở miền Australasia.